# Blagoevgrad
Blagoevgrad (bolgarsko Благоевград) je mesto in sedež istoimenske mestne občine in oblasti v jugozahodni Bolgariji. Leta 2011 je mesto imelo 70.881 prebivalcev.
Blagoevgrad je središče Pirinske Makedonije, gorate pokrajine na jugozahodu Bolgarije. Leži ob reki Strumi. Imenuje se po bolgarskem revolucionarju Dimitru Blagoevu. Do leta 1950 se je mesto imenovalo Горна Джумая (Gorna Džumaja).
V mestu ima sedež Jugozahodna univerza “Neofit Rilski”.

## Partnerska mesta
- Auburn, ZDA
- Delčevo, Severna Makedonija
- Skopje, Severna Makedonija
- Serres, Grčija
- Székesfehérvár, Madžarska
- Solun, Grčija
- Nagasaki, Japonska
- Batumi, Gruzija